# ジョナタン・エリス
ジョナタン・エリス（Jonathan Heris、1990年9月3日 - ）はベルギー・ブリュッセル出身のサッカー選手。ポジションはDF。RWDモレンベーク所属。

## 経歴
地元ブリュッセルを本拠地とするRWDMブリュッセルFCの育成アカデミーを卒業し、プロ契約を結ぶ。トップチームでは主力のセンターバックとしての地位を築いたものの、クラブが財政難に至った為2013年に退団。その後は同じくベルギー・セカンドディビジョンに属するRoyal White Star BruxellesとAFCテュビズでプレーした。
2014年2月にネムゼティ・バイノクシャーグIに属するウーイペシュトFCに移籍。主力センターバックとして定着し、マジャル・クパ（ハンガリー・カップ）での優勝を果たした。リーグ戦では81試合に出場し5得点1アシストを記録した。
2017年7月に同リーグに属するプスカシュ・アカデーミアFCに完全移籍した。
チーム事情と対戦相手によって本職のセンターバックのみならず、右のサイドバックやボランチ、試合終盤にはターゲットプレーヤーとしてセンターフォワードとして起用されることもある。

## タイトル

### クラブ
ウーイペシュトFC
- マジャル・クパ（ハンガリー・カップ）優勝（1回）：2013-14
- マジャル・クパ（ハンガリー・カップ）準優勝（1回）：2015-16
- ハンガリー・スーパーカップ優勝（1回）：2014